# تپه حاج نصرت تپه سی
تپه حاج نصرت تپه سی مربوط به دوره اشکانیان - سده‌های میانه دوران‌های تاریخی پس از اسلام است و در شهرستان اردبیل، بخش مرکزی، دهستان غربی، روستای کلخوران واقع شده و این اثر در تاریخ ۱۸ اسفند ۱۳۸۷ با شمارهٔ ثبت ۲۴۹۷۰ به‌عنوان یکی از آثار ملی ایران به ثبت رسیده است.